# Niky Wardley
Nichola Petra "Niky" Wardley (nacida el 11 de agosto de 1973) es una actriz de teatro y cine inglesa. Su papel más notable es el de la compañera de la colegiala Lauren Cooper en la serie de sketches de la BBC nominada al Emmy y al BAFTA The Catherine Tate Show (2004-2007). También apareció junto a Catherine Tate en la comedia simulada de Netflix Hard Cell (2022) y desempeñó el papel principal en la comedia de BBC One In with the Flynns (2011-2012). Como actriz de voz, es conocida por su papel de la compañera del Octavo Doctor, Tamsin Drew, en dramas de audio basados en la serie de ciencia ficción de larga duración de la BBC, Doctor Who. 

## Primeros años y educación
Wardley nació el 11 de agosto de 1973 en Luton, Bedfordshire. Comenzó a actuar cuando estaba en la escuela secundaria. Su profesora de teatro la eligió como Nancy en Oliver! cuando tenía unos 13 años. Al recordar su primer papel, Wardley dijo: "Desde el primer momento en que subí al escenario supe que esto era lo que quería hacer con mi vida".
Estudió actuación en la London Academy of Music and Dramatic Art.

## Carrera

### Trabajo con Catherine Tate
Mientras hacía su primera producción teatral para la Royal Shakespeare Company, llamada A Servant to Two Masters (2000-2001), conoció a la comediante Catherine Tate y compartió camerino con ella durante diez meses. En 2004, Tate invitó a Wardley a su serie de sketches de BBC Two, The Catherine Tate Show (2004-2007). Su papel más notable en el programa fue el de la compañera de la colegiala Lauren Cooper, Liese Jackson. En noviembre de 2005, actuó para la Reina Isabel II y el Príncipe Felipe en el Royal Variety Performance, apareciendo nuevamente bajo la apariencia de Liese. Durante el sketch, el personaje de Wardley comentó: "Ese anciano sentado a su lado se ha quedado dormido". Luego, según los informes, el príncipe Felipe se quejó con el productor ejecutivo del programa, diciendo que lo habían insultado.
El show de Catherine Tate duró tres series y recibió elogios de la crítica y múltiples nominaciones a los BAFTA, los National Television Awards y los British Comedy Awards. Después de que terminó el programa, Wardley y Tate continuaron trabajando juntos en otros proyectos, incluida la serie derivada del programa, Nan de Catherine Tate (2014-2015), y sus giras en vivo por el Reino Unido, Australia y Nueva Zelanda. También apareció junto a Tate en el cortometraje autobiográfico <i id="mwWg">My First Nativity</i> (2010), la serie de falso documental de Netflix Hard Cell (2022), que también coescribió, la comedia de situación de la BBC Queen of Oz (2023), y los largometrajes Nativity 3: Dude, Where's My Donkey? (2014) y The Nan Movie (2022).

### Doctor Who

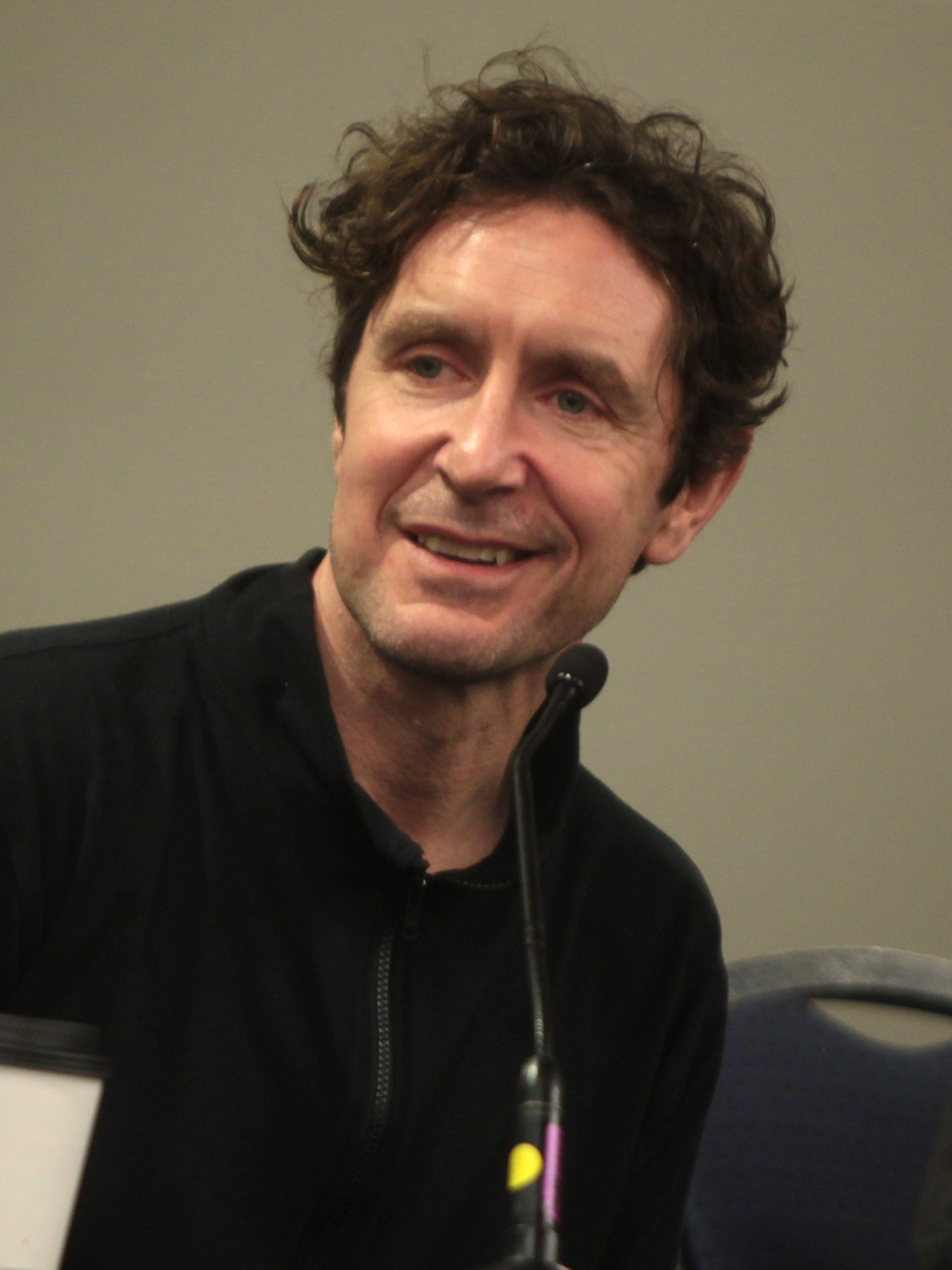
Wardley protagonizó los dramas de audio de Doctor Who junto a Paul McGann, fotografiado aquí en 2014.

En 2010, interpretó a una acompañante del Octavo Doctor (Paul McGann), la fallida actriz Tamsin Drew, en la serie de audio <i id="mweQ">The Eighth Doctor Adventures</i>, producida por Big Finish Productions y basada en la serie de ciencia ficción de larga duración de la BBC, Doctor Who. Se sentía "realmente emocionada" por convertirse en compañera de Doctor Who, ya que había visto el programa cuando era niña y era buena amiga de su compañera actriz Catherine Tate. Wardley fue elegida después de haber sido recomendada a los productores por el actor del Quinto Doctor, Peter Davison, con quien había trabajado anteriormente en la serie dramática de ITV The Complete Guide to Parenting (2006). Después de un período de viaje con el Doctor, el personaje de Wardley se desilusionó de él después de que mostró frialdad ante la muerte de otros mientras favorecía la vida de sus amigos. El Monje entrometido pronto la convenció de que el Doctor era una fuerza destructiva en el universo y la tomó bajo su protección. Drew viajó con el Monje por un tiempo, pero luego se arrepintió de su decisión, ya que le dijo innumerables mentiras y se había puesto del lado de los invasores de la Tierra, los Daleks. Ella ayudó al Doctor a intentar detener a los Daleks, pero finalmente fue asesinada por ellos en la historia "To the Death" (2011).
En noviembre de 2013, el Octavo Doctor mencionó a Tamsin Drew entre sus antiguos compañeros en el miniepisodio de BBC iPlayer "La noche del doctor", convirtiéndola en parte del canon televisivo oficial. En el mismo mes, Wardley apareció como la recepcionista del escritor Steven Moffat en la comedia única en homenaje a Doctor Who, The Five (ish) Doctors Reboot. Desde 2016, ha seguido trabajando con Big Finish y ha interpretado a varios otros personajes en aventuras de audio relacionadas con Doctor Who, en particular, la amiga de la escuela de Donna Noble, Natalie Morrison, en la serie de audio de cuatro partes Donna Noble: Kidnapped! (2020).

### Otros trabajos
En 2006, Wardley interpretó a Megan, la hija de Joe Macer, en dos episodios del serial EastEnders de BBC One. También desempeñó el papel principal en la comedia de BBC One In with The Flynns (2011-2012), seguida de apariciones en nueve episodios de Coronation Street (2012). Luego fue elegida como Miss Brahms en el episodio único de Are You Being Served? (2016). Sus otras apariciones en televisión incluyen Benidorm (2007-2008), Silent Witness, My Family (ambas en 2007), Peep Show (2008), How Not to Live Your Life (2008), Shameless (2010), The Spa, Love and Marriage (ambos de 2013), Asilo (2015), Home from Home (2018) y Call the Midwife (2019).
De 2000 a 2022 protagonizó 13 producciones teatrales. Su trabajo escénico incluye las obras de Alan Ayckbourn Bedroom Farce (2009) y A Small Family Business (2014), así como Mucho ruido y pocas nueces (2007-2008) de William Shakespeare, protagonizada por Zoë Wanamaker y Simon Russell Beale como Beatrice y Benedick, y Noche de reyes (2017), protagonizada por Tamsin Greig como Malvolia. Tanto A Small Family Business como Noche de reyes fueron grabados y transmitidos profesionalmente a través del National Theatre Live.
Como actriz de doblaje, ha prestado la voz de Tamara la Poodle en la mayoría de los episodios de la serie infantil animada de CBBC The Pinky and Perky Show (2008-2009).

## Vida personal
Nacida en Luton, Wardley vive ahora en Camberwell, Londres, y tiene dos hijos. En mayo de 2018, se casó con el actor galés Daniel Hawksford, con quien había trabajado anteriormente en la producción del National Theatre de Mucho ruido y pocas nueces de Shakespeare (2007-2008). En 2022, ambos aparecieron en la comedia de situación falso documental de Netflix Hard Cell.

## Filmografía

### Películas
| Año  | Título                                | Papel            | Notas        |
| ---- | ------------------------------------- | ---------------- | ------------ |
| 2001 | The Affair of the Necklace            | Madame de Neiss  |              |
| 2002 | Out Done                              | Sammy            | Cortometraje |
| 2004 | Almost                                | Catherine        | Cortometraje |
| 2006 | Really                                | Kelly            |              |
| 2008 | Searching                             | Natalie          |              |
| 2009 | Condimentia                           | Mamá de Frank    | Cortometraje |
| 2014 | Nativity 3: Dude, Where's My Donkey?! | Bridesmaid Bella |              |
| 2018 | Killer Retreat                        | Pam              |              |
| 2018 | Stuffed                               | Ellen            | Cortometraje |
| 2020 | The Gays Days                         | Suzanne Ewen     | Cortometraje |
| 2022 | The Nan Movie                         | Oficial Mahler   |              |

### Televisión
| Año       | Título                          | Papel                   | Notas                                                          |
| --------- | ------------------------------- | ----------------------- | -------------------------------------------------------------- |
| 2002      | Casualty                        | Louisa                  | Episodio: "Acceptance"                                         |
| 2004–2007 | The Catherine Tate Show         | Varios                  | 20 episodios; también coguionista                              |
| 2005      | Holby City                      | Julia 'Jools' Mallinson | Episodio: "Awakenings"                                         |
| 2005      | Rosemary &amp; Thyme            | Daisy Mellor            | Episodio: "The Cup of Silence"                                 |
| 2006      | EastEnders                      | Megan Macer             | 2 episodios                                                    |
| 2006      | The Complete Guide to Parenting | Karen                   | 5 episodios                                                    |
| 2006      | The Family Man                  | Emma Butcher            | 3 episodios                                                    |
| 2007–2008 | Benidorm                        | Kelly                   | 3 episodios                                                    |
| 2007      | Holby City                      | Sandie Booth            | Episodio: "Is There Something I Should Know?"                  |
| 2007      | Silent Witness                  | Kate Dickerson          | 3 episodios                                                    |
| 2007      | Funny Cuts                      | Varios                  | Episodio: "Chikipedia"                                         |
| 2007      | My Family                       | Crystal                 | Episodio: "Ho Ho No"                                           |
| 2008      | The Bill                        | Mary Haworth            | Episodio: "To Catch a Killer: Part 2"                          |
| 2008      | Love Soup                       | Kendra                  | Episodio: "Lobotomy Bay"                                       |
| 2008      | Peep Show                       | Cally                   | Episodio: "Jeremy's Manager"                                   |
| 2008      | How Not to Live Your Life       | Maggie                  | Episodio: "Home Sweet Home"                                    |
| 2008–2009 | The Pinky and Perky Show        | Tamara (voz)            | 42 episodios                                                   |
| 2008–2009 | Parents of the Band             | Sandy Soutakis          | 6 episodios                                                    |
| 2009      | All the Small Things            | Louise 'Lulu' Pryke     | 6 episodios                                                    |
| 2009      | Nan's Christmas Carol           | Varios                  | Especial de televisión                                         |
| 2010      | Shameless                       | Hazel                   | Episodio: "The Wild Tales"                                     |
| 2010      | Life of Riley                   | Suzy                    | Episodio: "Is She Really Going Out with Him?"                  |
| 2010      | Little Crackers                 | Angie                   | Episodio: "Catherine Tate's Little Cracker: My First Nativity" |
| 2011–2012 | In with the Flynns              | Caroline Flynn          | 12 episodios                                                   |
| 2012      | Coronation Street               | Jenny Summer            | 9 episodios                                                    |
| 2013      | The Spa                         | Sally                   | 8 episodios                                                    |
| 2013      | Love and Marriage               | Heather McCallister     | 6 episodios                                                    |
| 2013      | The Five(ish) Doctors Reboot    | Receptionista           | Especial de televisión                                         |
| 2014–2015 | Catherine Tate's Nan            | Varios                  | 3 episodios                                                    |
| 2015      | Asylum                          | Lorna                   | 3 episodios                                                    |
| 2016      | Are You Being Served?           | Miss Brahms             | Especial de televisión                                         |
| 2016      | Citizen Khan                    | Suzanne                 | Episodio: "Scab's Parents"                                     |
| 2018      | Still Open All Hours            | Sra. Jackson            | Episodio #4.6                                                  |
| 2018      | Settling                        | Angela                  | 6 episodios                                                    |
| 2018      | Home from Home                  | Fiona Hackett           | 6 episodios                                                    |
| 2019      | Casualty                        | Kate Herbert            | Episodio #33.20                                                |
| 2019      | Call the Midwife                | Enid Wilson             | 2 episodios                                                    |
| 2022      | Hard Cell                       | Anastasia               | 6 episodios; también coguionista                               |
| 2023      | Queen of Oz                     | Anabel                  | 6 episodios                                                    |

| Año       | Título                                   | Papel               | Producción             | Notas                            |
| --------- | ---------------------------------------- | ------------------- | ---------------------- | -------------------------------- |
| 2010–2011 | Doctor Who: The Eighth Doctor Adventures | Tamsin Drew         | Big Finish Productions | 7 episodios                      |
| 2016      | Doctor Who: The Tenth Doctor Adventures  | Rebecca 'Bex' Young | Big Finish Productions | Episodio: "Technophobia"         |
| 2016      | The Avengers: The Lost Episodes          | Liz Wells           | Big Finish Productions | Episodio: "Death on the Slipway" |
| 2016      | Jago &amp; Litefoot                      | Hannah Bennet       | Big Finish Productions | Episodio: "School of Blood"      |
| 2018      | Animal Instinct: Human Zoo               | Maggie              | Audible                |                                  |
| 2018      | Torchwood One                            | Stacey              | Big Finish Productions | Episodio: "9 to 5"               |
| 2020      | Dracula's Guests                         | Madeline            | Big Finish Productions |                                  |
| 2020      | Donna Noble: Kidnapped!                  | Natalie Morrison    | Big Finish Productions | 4 episodios                      |
| 2020      | High Strangeness                         | Mrs Hippisley       | Audible                | 6 episodios                      |

### Teatro
| Año       | Título                       | Papel           | Teatro                                                  | Ref.   |
| --------- | ---------------------------- | --------------- | ------------------------------------------------------- | ------ |
| 2000–2001 | A Servant to Two Masters     | Clarice         | Royal Shakespeare Company                               | [ 21 ] |
| 2002      | Las tres hermanas            | Natasha         | Nuffield Theatre                                        | [ 22 ] |
| 2002      | Our Country's Good           | Mary Brenham    | Nuffield Theatre                                        | [ 23 ] |
| 2003      | Making Waves                 | Helen           | Stephen Joseph Theatre                                  | [ 24 ] |
| 2003      | Hello You                    | Varios          | Fecund Theatre                                          | [ 25 ] |
| 2007–2008 | Mucho ruido y pocas nueces   | Margaret        | National Theatre                                        | [ 21 ] |
| 2009      | Bedroom Farce                | Jan             | West Yorkshire Playhouse                                | [ 13 ] |
| 2013      | The Same Deep Water As Me    | Jen Needleman   | Donmar Warehouse                                        | [ 26 ] |
| 2014      | A Small Family Business      | Anita McCracken | National Theatre                                        | [ 21 ] |
| 2016–2019 | The Catherine Tate Show Live | Various         | Various venues across the UK, Australia and New Zealand | [ 27 ] |
| 2017      | Noche de reyes               | Maria           | National Theatre                                        | [ 16 ] |
| 2018      | Mayfly                       | Cat             | Orange Tree Theatre                                     | [ 21 ] |
| 2022      | Jerusalem                    | Linda Fawcett   | Teatro Apollo                                           | [ 28 ] |